# Nord America Britannico
Il Nord America Britannico (in inglese: British North America) consisteva nelle colonie e nei territori dell'Impero britannico in America del Nord, a seguito della rivoluzione americana e del riconoscimento dell'indipendenza degli Stati Uniti.

## Storia
All'inizio della guerra rivoluzionaria nel 1775 l'Impero Britannico includeva 20 colonie a nord del Messico. La Florida orientale e la Florida occidentale erano state cedute alla Spagna col Trattato di Parigi (1783), col quale finì la guerra rivoluzionaria americana, e di seguito cedute dalla Spagna agli Stati Uniti nel 1819. Tutte le rimanenti colonie del Nord America Britannico si unirono, tra il 1867 to 1873, e formarono il Dominion of Canada. Terranova si unì al Canada nel 1949.
Il termine Nord America Britannico fu usato informalmente per la prima volta nel 1783, ma rimase non comune prima del Report on the Affairs of British North America (1839), chiamato anche Durham Report. Formalmente le Colonie Britanniche in nord America erano conosciute come "America britannica" (British America) e Indie occidentali britanniche (British West Indies) fino al 1783, e, a seguito di questa data, Nord America Britannico (British North America) e Indie occidentali britanniche (British West Indies).